# عصب محیطی

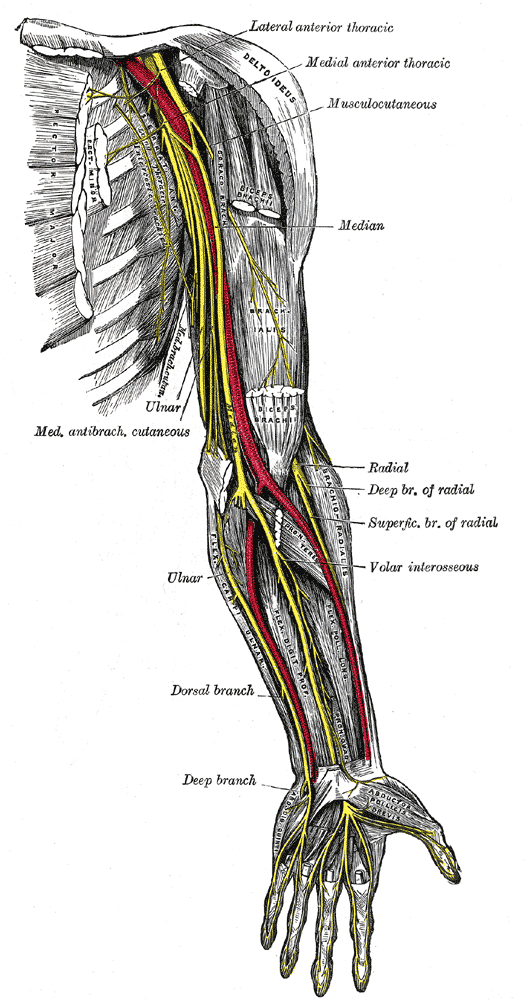
عصب (زرد)

یک عصب محیطی یا عصب یا پَی (به انگلیسی: Peripheral nerve)، بخشی از دستگاه عصبی محیطی است که خود از مجموعه رشته‌های عصبی (فیبرهای عصبی) تشکیل می‌گردد. فیبرهای عصبی در داخل یک عصب محیطی، به دسته‌هایی تقسیم می‌شوند که هر کدام یک فاسیکول (دسته عصبی) نامیده می‌شوند. اعصاب محیطی حاوی رشته‌های عصبی مختلف جهت عضلات، پوست، عروق، مفاصل، استخوان‌ها و غدد هستند.
دستگاه عصبی محیطی شامل ۳۱ جفت عصب نخاعی، دوازده جفت عصب مغزی (به غیر از بویایی و بینایی) و دستگاه عصبی خودکار است.

## نحوه تشکیل اعصاب محیطی (دستگاه عصبی محیطی)(PNS)
ریشه‌های اعصاب خارج شده از نخاع، با هم شبکه‌های عصبی را تشکیل می‌دهند و از این شبکه‌ها (مثلاً شبکه بازویی، کمری، خاجی)تنه‌های اعصاب محیطی اعضاء و اندام‌ها به وجود می‌آیند.

## انواع تار در یک عصب محیطی
یک عصب محیطی ممکن است دارای فیبرهای حسی یا حرکتی یا حسی-حرکتی باشد.
به‌طورکلی اجزای یک عصب محیطی عبارتند از:
- رشته‌ها یا فیبرهای حرکتی که به عضلات می‌روند
- رشته‌ها یا فیبرهای حسی
- فیبرهای خودکار که خود حرکتی محسوب می‌شوند (مثلاً رشته‌های سمپاتیک اعصاب محیطی اندام فوقانی یا اندام تحتانی)

## اجزای یک رشته یا فیبر عصبی محیطی
یک رشته عصبی از قسمت‌های ذیل تشکیل می‌گردد:
- آکسون
- غلاف میلین

غلاف شوان. غلاف میلین سلول‌هایی عصبی محیطی را سلول‌هایی بنام شوان تشکیل می‌دهند. میلین عامل مهمی جهت هدایت جریان عصبی به صورت الکتروتونیک است که منجربه هدایت جهشی جریان عصبی در مسیر فیبر عصبی می‌گردد. در حقیقت در نواحی حاوی میلین یک آکسون دپلاریزه شدن صورت نمی‌گیرد بلکه انتشار یونی در گره‌های رانویه انجام می‌شود. آسیب میلین به هر علتی، باعث اختلال در انتقال جریان عصبی می‌گردد.

## غلاف‌های اعصاب محیطی
غلاف‌های یک عصب محیطی از خارج به داخل عبارتند از:
- غلاف اپی نوریوم.[۸]
- غلاف پری نوریوم.[۹]
- غلاف اندونوریوم.[۱۰]

حفاظت از فیبرها یا رشته‌های عصبی، از وظایف مهم غلاف‌های یک عصب محیطی است. اهمیت این غلاف‌ها نیز متفاوت بوده، به‌طوری‌که نقش‌های زیادی را به پری نوریوم نسبت می‌دهند.

### اپی نوریوم
اپی نوریوم خارجی‌ترین لایه یک عصب محیطی بوده که از جنس بافت همبند سست عروقی است. این غلاف در داخل عصب محیطی از میان فاسیکول‌ها (دسته‌های عصبی) نیز عبور می‌کند.

### پری نوریوم
دومین غلاف از خارج به داخل یک عصب محیطی بوده که فاسیکول‌ها (دسته جات عصبی) را احاطه می‌کند. پری نوریوم در ترمیم اعصاب محیطی نقش زیادی دارد. هر فاسیکول عصبی (دسته عصبی)، خود حاوی رشته‌های عصبی حسی و حرکتی است. فاسیکول‌های اعصاب محیطی اندام فوقانی و اندام تحتانی، حاوی رشته‌های عصبی سمپاتیک نیز هستند. تعداد و اندازه این دسته‌ها (فاسیکول‌ها) در هر عصب محیطی و همچنین در نقاط مختلف آن با هم متفاوت است.
در جراحی‌های ترمیمی میکروسکوپی اعصاب محیطی، توجه خاصی به این قسمت از غلاف عصب محیطی می‌گردد. آسیب غلاف پری نوریوم، یک عامل مهم ایجاد اختلال در جریان عصبی رشته‌های داخل هر فاسیکول است.

### اندونوریوم
داخلی‌ترین غلاف یک عصب محیطی، اندونوریوم نام دارد که در داخل هر فاسیکول، رشته‌های عصبی را از یکدیگر مجزا می‌کند. اندونوریوم غلافی است که هر رشته عصبی (فیبر عصبی) را احاطه می‌کند.

## آسیب عصب محیطی
عوامل مختلفی می‌توانند منجربه ضایعه یک عصب محیطی گردند، که برخی از این عوامل عبارتند از:
- بریدگی
- له شدگی
- ضربه مستقیم
- کشش عصب محیطی
- گیر افتادن (به دام افتادن) عصب در نواحی خاص
- فتق دیسک بین مهره‌ای
- گاهی به هنگام شکستگی استخوان‌ها و دررفتگی مفاصل
- بیماری‌ها (مثلاً سندرم گیلن باره، سندرم پس از فلج اطفال، دیابت و…)
- تومورها
- مواد سمی
- گاهی به علت عوارض دارویی

## انواع یا شدت ضایعه عصب محیطی
آسیب یک عصب محیطی ممکن است به‌طور مجزا، تارهای عصبی حسی، حرکتی و سمپاتیکی را درگیر کند یا شامل ترکیبی از از آن‌ها باشد. صدمه به رشته‌های حسی، منجربه اختلال حس نواحی خاص مربوط به آن عصب می‌گردد و ضایعه رشته‌های حرکتی، اختلال عملکرد عضله یا عضلات مرتبط با آن‌ها را به همراه خواهد داشت. آسیب رشته‌های سمپاتیک، باعث اختلال فعالیت عروق و غدد عرق در اندام‌های فوقانی و تحتانی آن ناحیه می‌گردند. عدم ترشح عرق و پوسته پوسته پوست، از علایم آسیب رشته‌های سمپاتیک عصب محیطی است. قطع کامل عصب محیطی، باعث ایجاد مشکلات حسی-حرکتی و سمپاتیکی خواهد شد.
شدت ضایعه یک عصب محیطی از نظرسدن به سه گروه تقسم می‌شود که شامل موارد زیر است:
- نوروپراکسی[۱۳]
- آکسونوتمزیس[۱۴]
- نوروتمزیس[۱۵]

### نوروپراکسی
به فشار وارده به عصب محیطی که منجر به اختلال موقتی در هدایت جریان عصبی شود نوروپراکسی گفته می‌شود. در این حالت به دلیل خفیف بودن آسیب، برگشت رشته‌های عصبی عصب محیطی، خود به خود و به‌طور کامل خواهد بود. مدت زمان برگشت با توجه به میزان فشار وارده به عصب محیطی، متغیر بوده و در حدود چندین ساعت الی چند ماه خواهد بود. مدت زمان برگشت خود به خودی و کامل فیبرهای عصبی، به‌طور متوسط طی ۶ الی ۸ هفته صورت می‌گیرد.

### آکسونوتمزیس
اگر آکسون‌ها و پوشش میلین آن‌ها دچار ضایعه گردند، ولی بافت‌های پیوندی (غلاف‌ها) و سلول‌های شوان سالم باقی بمانند، آسیب عصب محیطی از نوع آکسونوتمزیس است. چون پیوستگی آکسونی ازبین می‌رود، دژنرسانس والرین(Wallerian degeneration) اتفاق می‌افتد. اولین بار والر(Waller) پدیده آسیب آکسونی را تفسیر کرده بود و به همین جهت بنام دژنرسانس والرین معروف است. به هنگام آسیب آکسونی، قسمت انتهایی (دیستال) آکسون به مرور ازبین می‌رود و اگر آکسون حاوی میلین نیز باشد، تخریب آن را هم به همراه دارد، اما سلول‌های شوان باقی‌مانده و تکثیر می‌گردند. به تدریج ماکروفاژها محل را ترک می‌کنند و غلاف آندونوریوم، بسیاری از سلول‌های شوان را در خود جای می‌دهد.
قسمت فوقانی (پروگزیمال) آکسون آسیب دیده با ایجاد جوانه‌ای به رشد خود در مسیر غلاف ادامه می‌دهد. سرعت رشد آکسون در تنه اعصاب محیطی، سریع تر از شاخه‌های کوچکتر همان عصب محیطی به هنگام آسیب است. در انسان، ترمیم با سرعت ۵ میلی‌متر در روز در تنه‌های عصبی بزرگتر و با سرعت ۱ میلی‌متر در روز در شاخه‌های ظریفتر ادامه می‌یابد. در آکسونوتمزیس، بهبودی عصبی خود به خودی بوده و معمولاً نیازی به عمل جراحی ندارد.

### نوروتمزیس
در این حالت، تنه عصب محیطی به‌طور کامل قطع شده و علاوه بر آکسون، غلاف‌های عصبی نیز پاره می‌شوند. بریدگی‌ها، نیروهای کششی و ضربات شدید می‌توانند باعث پارگی یک عصب محیطی گردند؛ بنابراین، فقدان عملکرد حسی، حرکتی و اتونوم (خودکار) وجود دارد. در نوروتمزیس، به علت عدم بهبودی خود به خودی عصب محیطی، به عمل جراحی نیاز است. در نوروتمز برخلاف آکسونوتمز باید جراحی شیت عصب انجام شود تا مانند آکسونوتمز بعد از مدت‌ها عصب خودبخود ترمیم شود. اگر جراحی شیت انجام نشود امکان تشکیل نوروما وجود دارد